# Phillip Stekl
Phillip William Stekl est un rameur américain né le 20 janvier 1956 à Middletown (Connecticut).

## Carrière
Phillip Stekl a remporté la médaille d'argent en quatre sans barreur aux Jeux olympiques d'été de 1984 à Los Angeles avec Jonathan Smith, David Clark et Alan Forney.